# Požár v dole Marie roku 1892
Požár v dole Marie roku 1892 byla tragická nehoda, která se udála 31. května 1892 v rudném dole Marie v  Březových Horách v Příbrami. Především vinou udušení spalinami z požáru zahynulo celkem 319 osob, další desítky pak byly zraněny. K obnově činnosti dolu došlo až roku 1894. Svým rozsahem a počtem obětí se jednalo o jednu z největších důlních katastrof v historii těžby v Evropě.

## Příčiny
Mariánský důl byl založen v roce 1822 a byla zde, podobně jako v dalších dolech v okolí, dobývána stříbrná a olověná ruda. Jakožto rudný důl byl budován do značných hloubek a roku 1890 dosáhl v nehlubším místě hodnoty 1 126,1 metru pod povrchem. V rámci rozšiřování dolu byl pak štolami propojen též s okolními doly Vojtěch, Prokop či dolem císaře Františka Josefa (později Ševčinský důl). Drtivá část jeho bednění a vnitřního zařízení byla zhotovena ze dřeva. V době nehody panovalo na povrchu teplé jarní počasí, teplota v dole pak dosahovala přibližně stejných hodnot.

## Požár
31. května 1892 před polednem přicházeli na dvacátém devátém důlním patře horníci Emanuel Kříž, Alois Nosek, Jan Kadlec a Václav Havelka ke stoupacímu stroji, aby se tudy dostali na povrch ze své ranní směny. Skupinka horníků čekala, až se na stoupacím stroji uvolní místo. Všichni si svítili hornickými kahany, a protože Emanuelu Křížovi dohoříval knot v kahanu, rozhodl se jej před nástupem na stroj vyměnit, neboť vstup na stoupací stroj bez světla byl přísně zakázaný. Doutnající knot Kříž odhodil, avšak ten se propadl sýpkou do sklípku. Všichni čtyři kontrolovali, zda nevznikl požár, ale když se ani po patnácti minutách nic nedělo, rozhodli se vystoupat nahoru. V jednu hodinu odpoledne již ale náraziště začalo hořet, příčinou bylo vzplanutí olejem napuštěných třísek od zbytků stále hořícího knotu.
Jakožto opatření proti šíření požáru začala být do dolu napouštěna voda, což však ještě zvýšilo obsah jedovatých spalin, které se dolem začaly šířit. Plyny začaly okamžitě pronikat chodbami do dalších dolů (většina dolů byla na několika patrech vzájemně propojena). Prvním zasaženým dolem byl Ševčinský důl. V kleci, která z něj vyjela, byly nalezeny klobouky těch horníků, co se plynem otrávili a spadli dolů do jámy. Ve 14:30 byly záchranné akce ukončeny, zachránilo se přibližně 50 mužů ze 161. Tou dobou se již dostaly plyny také k dolu Vojtěch a Prokop. Většina záchranných prací probíhala na dole Anna. Zde byl v provozu jak stoupací, tak i těžní stroj. Kdo se dostal sem, přežil. Většina horníků ale čekala ve Vojtěšském dole na těžní klec. Ti ale byli záhy otráveni plyny.
| „                                                      | Moje drahá matko a moje drahá manželko, já se s vámi loučím, jak jsem si na vás vzpomínal, když jsem viděl, že život neuhájím. Tak dlouho jsme si pomáhali, svlékli jsme blůzy a dělali jsme vítr. Bylo 6 hodin, nebylo ještě zle, ale byli jsme blízko ortu, zponenáhla šel za námi kouř a páry. Očekávali jsme pomoc... Moje drahé děti, já se s vámi loučím a se všemi přáteli. Jestli jsem vám komu ublížil, odpusťte mi. Když jsem to psal, tak jsme se modlili. S Bohem! | “ |
| — František Liška, zahynulý havíř (písemné rozloučení) | |   |

V 19:00 bylo již takřka po všem. Plyny se dostaly i k Annenskému dolu, a tak i zde byly záchranné práce zastaveny. Mrtvá těla pak byla shromažďována na nádvořích dolu Anna a dolu císaře Františka Josefa. Ještě 1. června se z některých částí dolu ozývalo klepání živých horníků, po 24 hodinách od začátku požáru se však podařilo zachránit jen jediného horníka, jistého Jana Soukupa. 

## Po nehodě

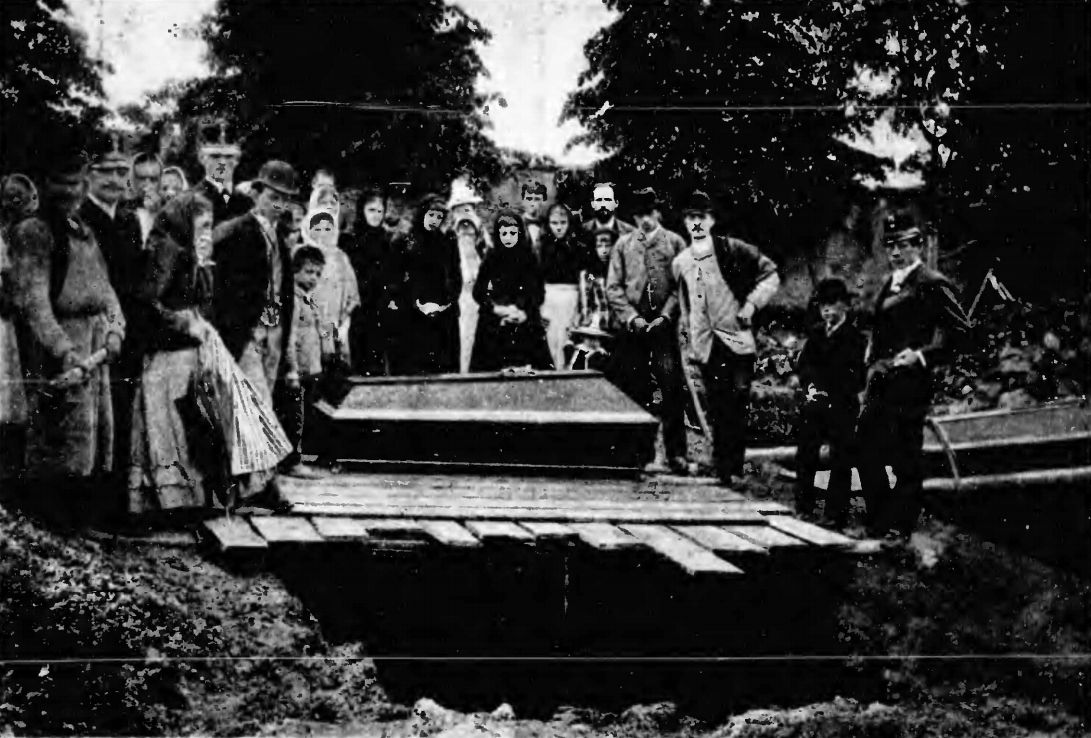
Pohřeb obětí katastrofy

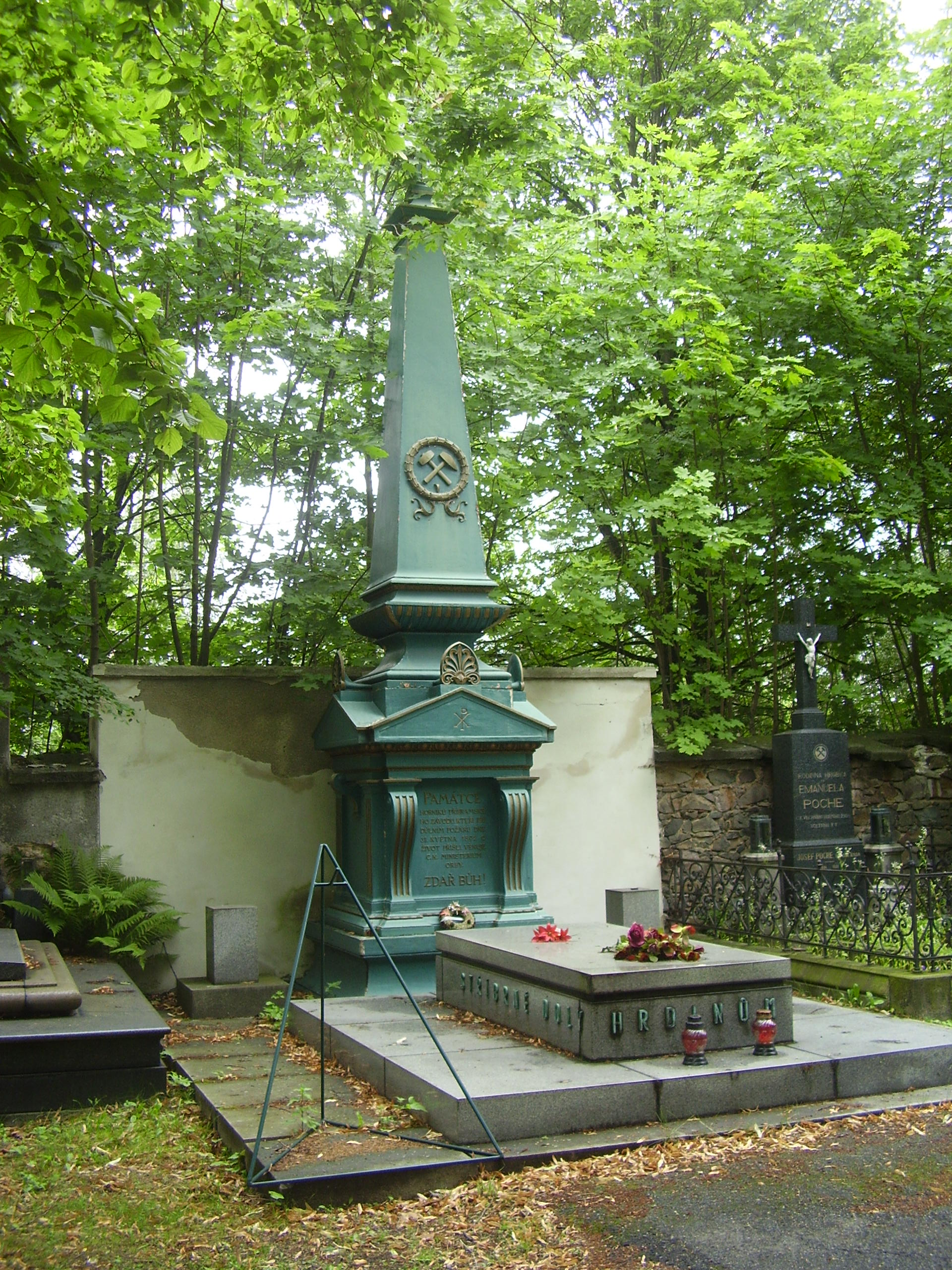
Památník a hromadný hrob obětí na městském hřbitově v Příbrami

Celkem zahynulo 319 z 835 horníků nasazených toho dne na směnu. 318 těl bylo vyneseno z dolu, zachráněný horník Václav Krotký pak zemřel po devíti dnech. Po obětech zůstalo 285 vdov a přes 600 sirotků. Oběti byly následně pohřbeny především na hřbitově v Březových Horách a na hřbitově v Příbrami, dále pak na dalších menších hřbitovech v okolí. Na příbramském hřbitově byl postaven památník, pod nímž se nachází hromadný hrob obětí. Pět až šest osob se dle nalezených ostatků nepodařilo identifikovat. 
2. června osobně navštívili místo katastrofy čeští poslanci Říšské rady, prof. T. G. Masaryk, Blažej Mixa, původem z Příbrami, a Josef Kaizl, kteří apelovali mj. na vyplacení odškodného pozůstalým.
K vyšetření nehody byla ustanovena odborná komise. Jako hlavní problém bylo vyhodnoceno především pozdní ohlášení požáru. Dalším neblahým faktem bylo, že v dole byla průměrná teplota 24 °C, stejně jako venku, tudíž nedocházelo ke správné cirkulaci vzduchu. Důl Marie byl po této katastrofě ve velmi špatném stavu – přetavila se lana těžních klecí a obě se zřítily dolů do jámy, navíc důl byl ještě dlouho po katastrofě zamořen plyny.  
V rámci soudního procesu s horníky Křížem, Noskem, Kadlecem a Havelkou byl jako hlavní viník katastrofy označen Emanuel Kříž, který nezhaslý knot odhodil. Obžalované hájil JUDr. Černohorský, znalecké posudky vypracovávali Prof. ing. Gustav Ziegelheim a Ing. Josef Hrabák. Obviněným byly vyměřeny tresty vězení od tří měsíců do tří let. Kříž byl následně z vězení propuštěn po udělení milosti.  
K obnově důlní činnosti došlo roku 1894. 